# Antti Herlin

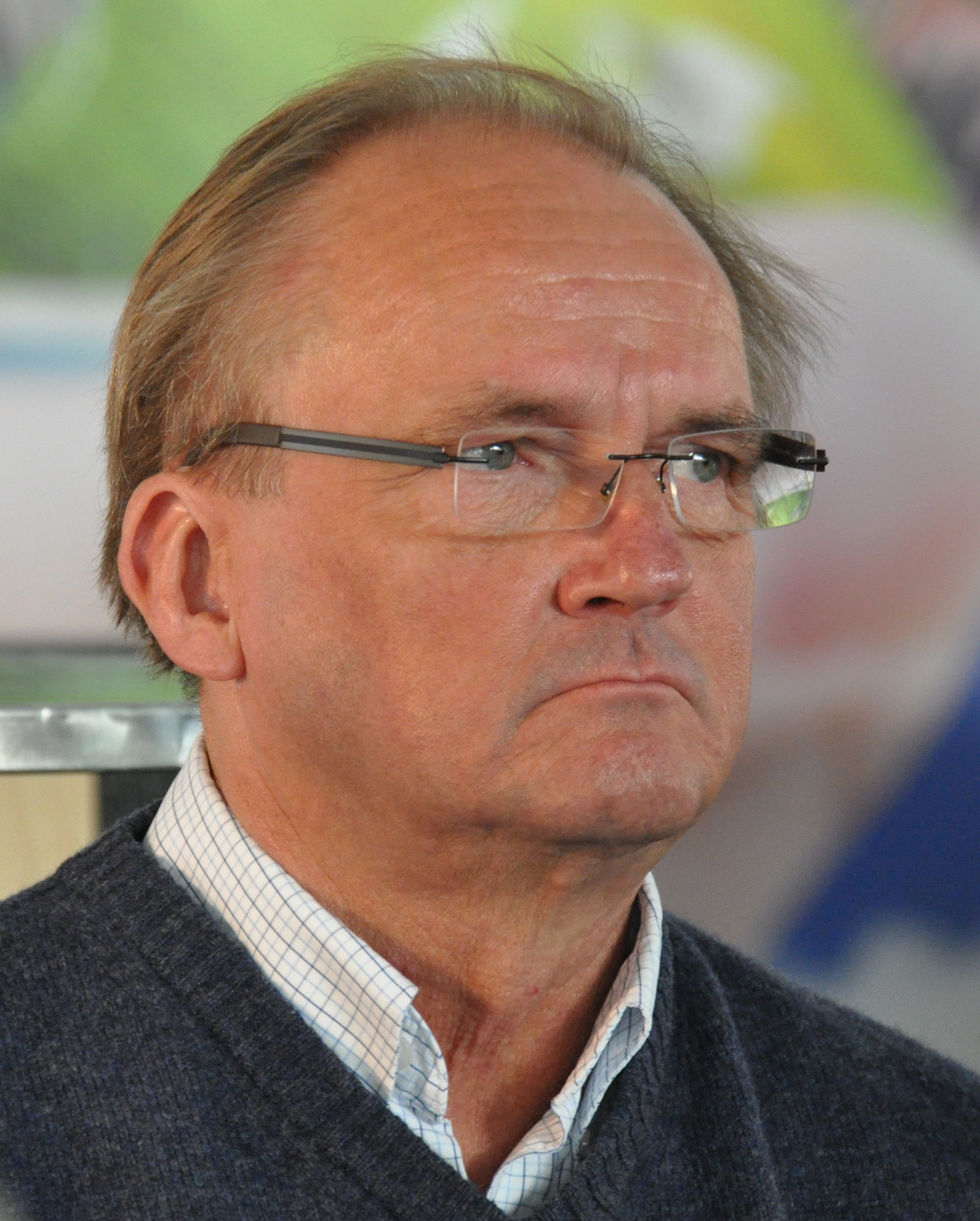
Antti Herlin (2013)

Antti Herlin (* 14. November 1956) ist ein finnischer Unternehmer. Nach der Forbes-Magazine-Liste von 2018 ist er mit einem Gesamtvermögen von geschätzten 4,2 Mrd. Dollar die reichste Person in Finnland.

## Leben
Sein Vater war der Unternehmer Pekka Herlin. Herlin leitete von 1996 bis 2006 das Familienunternehmen Kone, das von seinem Großvater 1910 gegründet worden war. Nach Angaben des US-amerikanischen Forbes Magazin ist Herlin der reichste Finne. Herlin ist verheiratet, hat vier Kinder und wohnt in Kirkkonummi, wo er unter anderem Hereford-Rinder und Aberdeen-Angus-Rinder züchtet.